# Mama Dracula
Pour plus de détails, voir Fiche technique et Distribution.
Mama Dracula est une comédie horrifique franco-belge réalisée par Boris Szulzinger et sortie en 1980.

## Synopsis
Depuis trois siècles, la comtesse Dracula (Elisabeth Bathory) parvient à préserver sa beauté et à garder le même âge grâce au sang de jeunes vierges vampirisées. Tenant une boutique de vêtements à la ville, c’est là, qu’avec l’aide de ses deux fils jumeaux, elle capture de jeunes personnes et les achemine au château par tapis roulant souterrain. Mais l’affaire devient de plus en plus dangereuse, d’autant que la police s’inquiète de ces disparitions.
Aussi la comtesse et ses fils attirent-ils auprès d’eux un jeune savant, le professeur Van Bloed, spécialiste de la recherche du sang artificiel. Les travaux de celui-ci s’avérant peu concluants, les disparitions continuent.

## Fiche technique
- Titre : Mama Dracula
- Réalisation : Boris Szulzinger
- Scénario : Tony Hendra (en) (dialogue), Pierre Sterckx, Boris Szulzinger et Marc-Henri Wajnberg
- Photographie : Rufus Bohez et Willy Kurant
- Montage : Claude Cohen
- Musique : Roy Budd
- Décors : Philippe Graff
- Costumes : Mouchy Houblinne
- Producteur : Boris Szulzinger
- Sociétés de production : RTBF, SND et Valisa Films Prod.
- Sociétés de distribution : UGC-Europe 1 (France)
- Pays d'origine :  France et  Belgique
- Langue : anglais et français
- Genre : Comédie horrifique
- Durée : 90 minutes
- Sortie :
  - France : 19 novembre 1980
- Affiche : Michel Landi (France)

## Distribution
- Louise Fletcher : Mama Dracula
- Maria Schneider : Nancy Hawaii
- Marc-Henri Wajnberg : Vladimir
- Alexandre Wajnberg : Ladislas
- Jimmy Shuman : professeur Van Bloed
- Jess Hahn : le commissaire
- Michel Israël : Rosa
- Suzy Falk : grand-mère (Gram Stoker[2])
- Vincent Grass : fiancé
- Marie-Françoise Manuel : Virginie
- José Géal : aubergiste
- William Del Visco : psychiatre
- Martine Willequet : coryphée
- Sandrard : la grosse fiancée
- Oriane Gilmon : une cliente
- Laurence Erhat : petite fille
- Nicola Donato : maître d'hôtel
- Charles Besterman : homme dans le cimetière #1
- Muriel D'Odemont : homme dans le cimetière #2
- Michel Waxman : compatriote
- Antoine Carette : collecteur de billets
- Andre Heudens : musicien #1
- Radomir Jovanovic : musicien #2
- Petar Stojkovic : musicien #3
- Patricia Bonnet : fiancée #1
- Claire Dessicy : fiancée #2
- Noëlle Fontaine : fiancée #3
- Carine François : fiancée #4
- Ariane Lorent : fiancée #5
- Dominique Ronse : fiancée #6
- Victor Verek : fiancé
- Pierre Sterckx : inspecteur #1
- Marcy Szwartzburg : inspecteur 2
- Roland Lethem : prêtre
- Georges Aminel : narrateur en version française (voix)
- Hal Brav : narrateur en version anglaise (voix)
- Bonnie Sikowitz : (non-créditée)